# Liebfrauenkirche (Liegnitz)

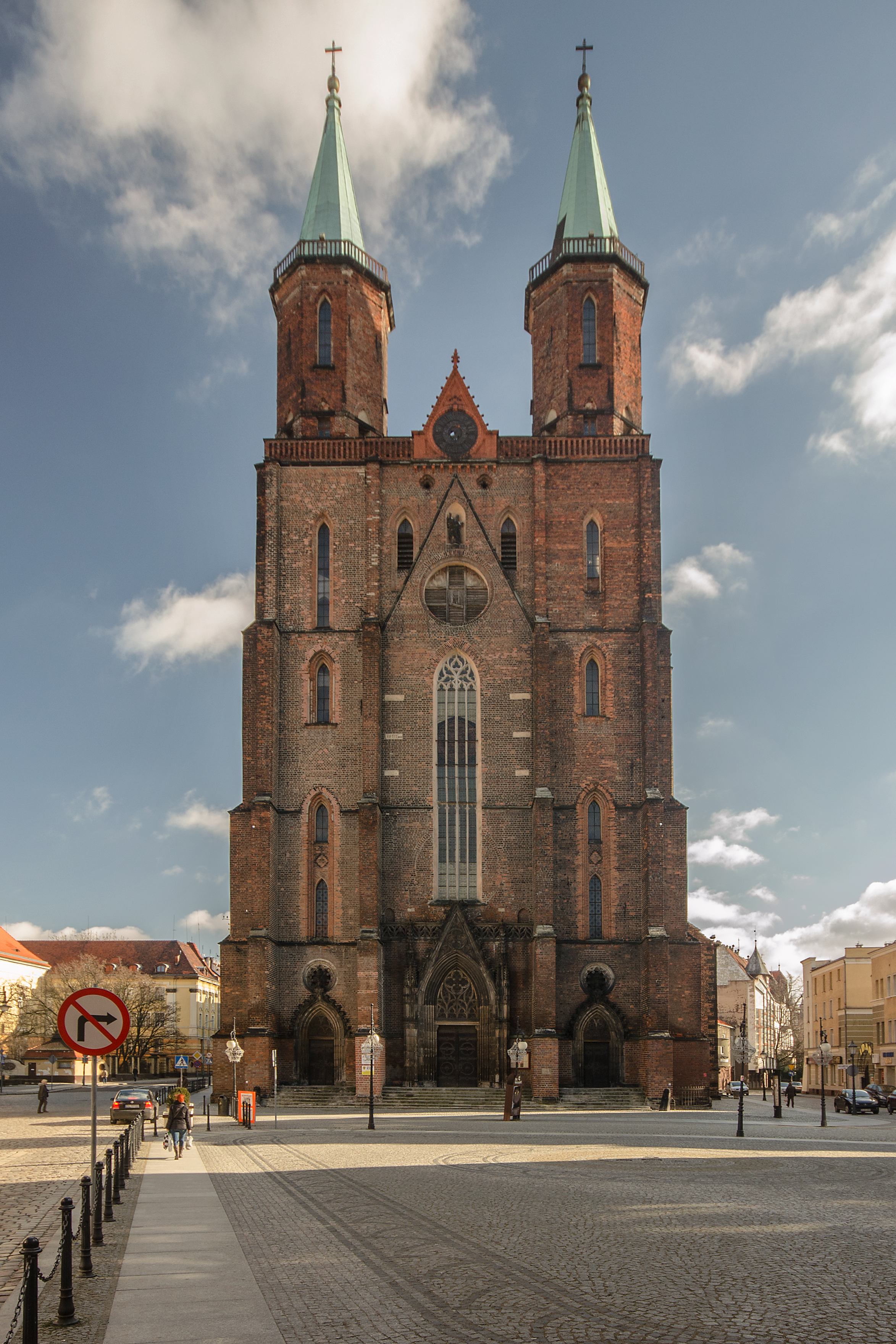
Westfassade der Liebfrauenkirche

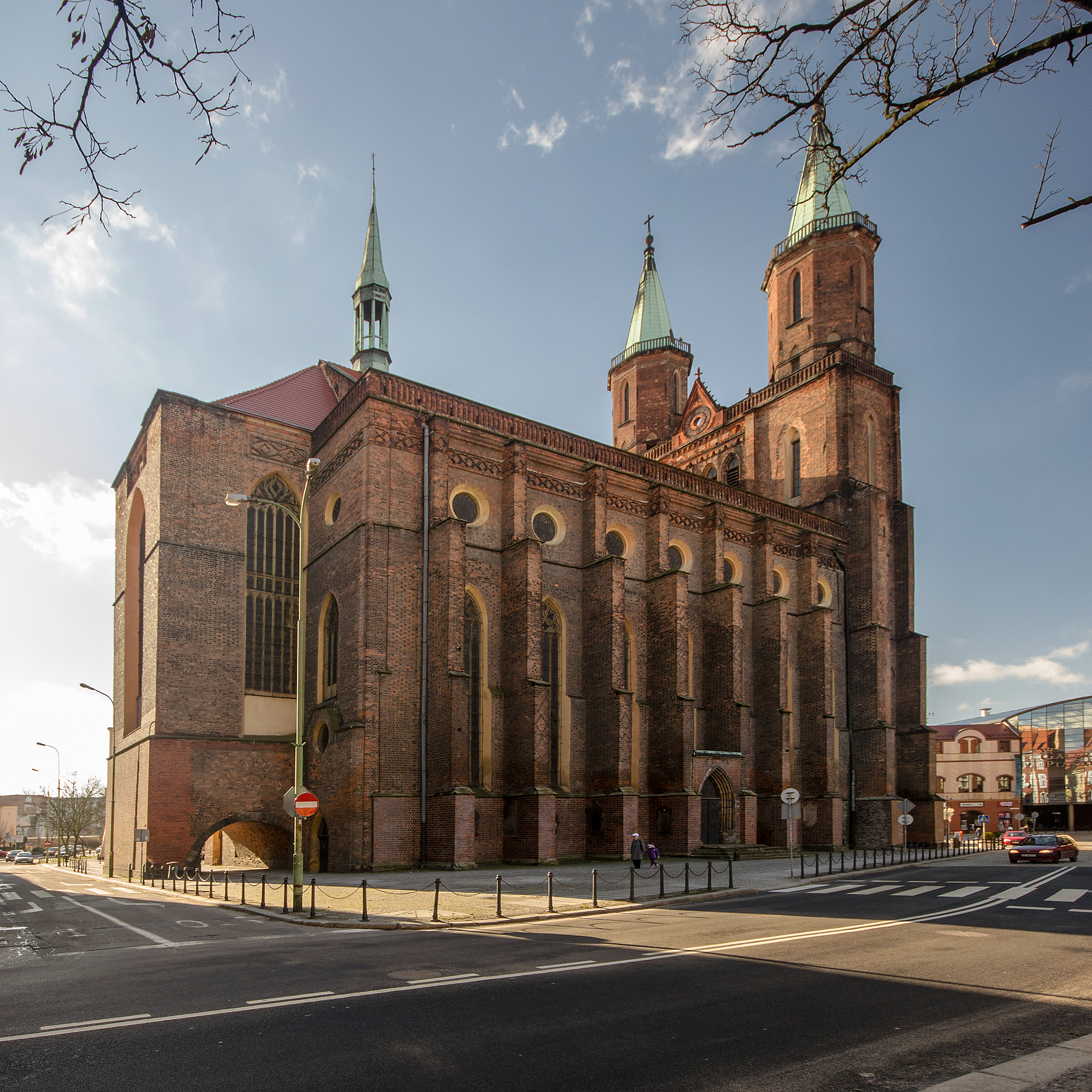
Nordseite

Die Liebfrauenkirche (auch Marienkirche oder Niederkirche, poln. Kościół Marii Panny) ist ein evangelisch-lutherisches Kirchengebäude in der niederschlesischen Stadt Legnica (dt. Liegnitz). Sie ist die älteste Pfarrkirche der Stadt.

## Geschichte

### Vorgeschichte
Die Ursprünge der Kirche gehen auf die zweite Hälfte des 12. Jahrhunderts zurück. Um 1170 ließ Herzog Boleslaw I. in der Nähe seiner Burg eine kleine einschiffige, hölzerne Kirche bauen. 1192 erfolgte ein romanischer Neubau aus Sandstein. 1195 wird die Kirche erstmals in einem Schreiben des Klosters Leubus erwähnt. Bei diesem Bau handelte es sich um eine romanische, einschiffige Kirche mit einem kurzen Presbyterium sowie einer halbrunden Apsis.

### Heutiger Bau
Beim großen Stadtbrand im Jahr 1338 wurde die Kirche vollständig zerstört. Zwischen 1362 und 1386 erfolgte ein Neubau, wobei die Grundmauern des Vorgängerbaus miteinbezogen wurde. Es entstand ein dreischiffiger Kirchenneubau. In den folgenden Jahrhunderten kamen zahlreiche Anbauten hinzu. Zwischen 1450 und 1468 wird der Chor erweitert. Im Jahr 1484 wurde der Südturm fertiggestellt.
1522 wurde in der Kirche die erste evangelische Predigt im Liegnitzer Stadtgebiet abgehalten.
Mitte des 17. Jahrhunderts wurde die Kirche renoviert und ausgebaut. Als Folge eines Blitzschlags brannte die Kirche am 11. März 1822 vollkommen aus. Zwischen 1824 und 1829 erfolgte der Wiederaufbau. Dabei wurde die Kirche zu einer Hallenkirche umgebaut und der Innenraum wurde im Stil der Neugotik wiederhergestellt. An der Westfassade wurde die beiden Türme hinzugefügt.
1903 entstand ein Bericht über Bauschäden an der Kirche. Diese lieferten den Anlass für eine großangelegte Renovierungs- und Umgestaltungsaktion. Ab 1905 wurde der Innenraum mit geometrischen mauretanischen Mustern nach einem Entwurf des Professor Detkana aus Berlin umgestaltet, die Fenster stammen von August Oetken. Die Türme wurden saniert, die Kirche erhielt ein neues Dach und an der Südfassade wurde eine Kapelle angebaut. Am 31. Mai 1906 erfolgte die Einweihung der neugestalteten Kirche.
Nach dem Zweiten Weltkrieg verblieb eine deutsche evangelische Minderheit in der Stadt, die weiterhin die Liebfrauenkirche nutzen durfte. Sie ging von der Kirchenprovinz Schlesien der evangelischen Kirche der Altpreußischen Union zur Evangelisch-Augsburgischen Kirche in Polen über. Unter Pastor Wolfgang Meißler wurden hier auch deutschsprachige Gottesdienste abgehalten. Ein Ende nahm dies im Jahr 1962, nachdem Pastor Meißler nach Westdeutschland ausgewiesen wurde. Durch die von ihm gegründete Stiftung „Schlesienhilfe PWM“ konnten Gelder zur Renovierung und zum Unterhalt der Kirche gesammelt werden. Im Jahr 2009 wurde der Platz vor der Liebfrauenkirche nach Pastor Meißler benannt, Plac Pastora-Wolfganga-Maxa-Meißlera.